# Esteles de Nahr el-Kalb
Les esteles de Nahr el-Kalb (Licos de Síria) són un conjunt commemoratiu de més de 20 inscripcions i relleus en roca calcària, tallats al voltant de l'estuari del riu Nahr al-Kalb al Líban, al nord de Beirut.
Les inscripcions inclouen tres esteles amb jeroglífics egipcis de faraons, inclòs Ramsés II, sis inscripcions cuneïformes de reis neoassiris i neobabilònics, com ara Assarhaddon i Nabucodonosor II; inscripcions romanes i gregues, inscripcions àrabs del soldà burjita egipci Barkuk i el príncep drus Fakhr-as-Din II, un monument a la intervenció de Napoleó III al Líban el 1860 i una dedicatòria a la Independència del Líban el 1943 de l'estat francés. És per això que s'ha dit que el jaciment resumeix tota la història del Líban en un sol lloc.
El primer europeu que va identificar el lloc fou el viatger del segle xvii Henry Maundrell, el 1697, i Franz Heinrich Weissbach fou el primer editor de les inscripcions, al 1922.
El 2005, les esteles del riu es van integrar en la iniciativa Memòria del Món de la UNESCO.(3)

## Descripció

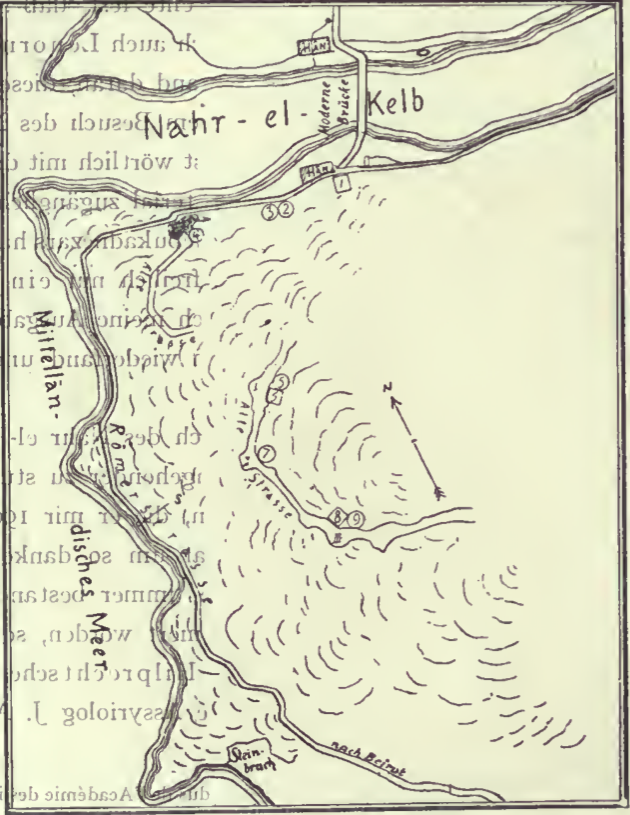
Mapa de les inscripcions, 1887. Els números de l'1 al 9 són inscripcions egípcies i assíries (números en cercles). Les inscripcions babilòniques són a la riba nord (cartell ovalat) i al camí occidental és la inscripció romana (la lletra S i la fletxa petita)

Els conqueridors del passat construïren tradicionalment monuments a la desembocadura del Nahr al-Kalb. Ramsés II, Nabucodonosor, Assarhaddon, Caracal·lai fins i tot els exèrcits de l'actual França i Gran Bretanya també n'han construït.
Les inscripcions es troben en un indret estratègic que domina la carretera costanera nord-sud al llarg de la Mediterrània oriental. La inscripció més antiga és la de Ramsés II i es relaciona amb el control de la regió per part de l'Imperi Nou d'Egipte. Les primeres incursions egípcies a la zona es feren molts segles abans, segons ho registra l'Autobiografia de Weni (c. 2280 abans de la nostra era) i l'Estela de Sebek-khu (c. 1860 ae).

El primer europeu que identificà el lloc, el viatger del segle xvii Henry Maundrell al 1697, va escriure sobre l'encreuament del riu:
Per a acomodar el passatge, té un camí de més de dues iardes d'amplada tallat al llarg del costat, a gran alçada sobre l'aigua; i és obra de l'emperador Antoní... El record d'aquesta bona faena es perpetua amb una inscripció gravada en una taula aplanada al costat de la roca natural, no lluny de l'entrada del camí... En passar per aquest camí, observem, als costats de la roca sobre nosaltres, taules de figures tallades que semblaven prometre un poc d'antiguitat... com si el vell camí s'hagués anat cap a aquella regió, abans que Antoní tallàs l'altre passatge més convenient una mica més a baix. En alguns indrets d'ací, vam veure estranyes figures antigues d'hòmens tallades en la roca, i de mida natural. A prop de cada figura hi havia una taula gran, allisada al costat de la roca i vorejada amb motllures. Tant les efígies com les taules semblaven haver estat escrites en l'antiguitat pertot: els personatges, però, estan ara tan desfigurats, que només les petjades eren visibles; sols hi havia una de les figures que tenia tant les línies com les inscripcions senceres.

## Inscripcions

### Inscripcions egípcies
Es coneixen tres inscripcions jeroglífiques egípcies i totes duen l'orla de Ramsés II. Les va identificar per primera vegada Karl Richard Lepsius. Es creu que almenys una d'elles fou col·locada durant la primera campanya del faraó al Llevant, i va establir Nahr al-Kalb (Licos de Síria) com a frontera entre la província egípcia de Canaan i les possessions dels hitites. La inscripció, però, està tan desgastada que només s'hi llig el nom Ramsés II i la data "any 4".
Alguns erudits, com ara Edward Robinson, van relacionar les inscripcions de Ramsés II amb Sesostris, el faraó egipci esmentat per Heròdot, en referència a la nota d'aquest autor: "Els pilars que Sesostris d'Egipte va establir en diferents països en la seua major part ja no semblaven existir; però a Síria Palestina jo mateix vaig veure que n'hi havia amb la inscripció al damunt que he esmentat i l'emblema".

### Inscripcions assíries i babilòniques
Es coneixen sis inscripcions cuneïformes neoassíries i neobabilòniques. L'Estela d'Assarhaddon es refereix a la presa de Memfis per part d'Esarhaddon al faraó egipci Taharqa al 671 abans de la nostra era. El passatge està molt danyat; s'entén, però, que inclou una referència a les ciutats d'Ascaló i Tir, així com a Taharqa i 22 reis vassalls. Una inscripció s'atribueix a Nabucodonosor II.
Un motle de guix d'una de les inscripcions assíries esdevingué la primera relíquia de l'antic Imperi assiri que es va exiliar al Regne Unit, per part de Joseph Bonomi el Jove al 1834.

### Inscripcions de l'Antiguitat clàssica
A l'indret es van tallar algunes inscripcions grecoromanes.
La més significativa s'atribueix a la Legio III Gallica de l'emperador romà Caracal·la (211-217), que era d'ascendència púnica i siriana i el nom oficial del qual era Marcus Aurelius Septimius Bassianus Antoninus. La inscripció es relaciona amb el camí de les seues forces armades allí. La inscripció inclou les paraules Lyco Flumen, i això va permetre a estudiosos com ara Edward Robinson concloure que el Nahr el-Kalb era l'antic riu Lycus.
Dues de les inscripcions són en grec, una de les quals encara es pot llegir com una commemoració dels treballs d'enginyeria o camins que va deixar Procle, governador bizantí de Fenícia al 382, durant el mandat de Teodosi I el Gtan (379–395).(1)

### Inscripcions islàmiques
S'hi coneixen dues inscripcions àrabs. La primera es dedicà al soldà burjita Barkuk (1382-1399).(2)
Henry Maundrell va assenyalar al 1697 una inscripció dedicada a l'emir del Líban Fakhr-ad-Din II (1572-1635), però al segle xix  aquesta inscripció ja no era llegible.

### Inscripcions colonials
El primer monument colonial commemora la intervenció de Napoleó III al Líban entre 1860 i 1861.(1)
Dues inscripcions (1919 i 1930) marquen la persecució d'Haritan, quan les forces aliades prengueren Damasc, Homs i Alep a l'octubre del 1918 cap al final de la Primera Guerra Mundial.(1) La primera inscripció està dedicada al Cos Muntat del Desert de Harry Chauvel, i la segona als contingents d'Austràlia, Nova Zelanda, Índia i França, així com a l'exèrcit d'Hussein ibn Ali, xerif de La Meca.
A l'octubre del 1918, s'hi feu una inscripció per a destacar l'ocupació britànica i francesa de Beirut i Trípoli, durant l'Administració del Territori Enemic Ocupat.(1)
La inscripció següent la feren les tropes franceses al comandament del general Gouraud, del IV Exèrcit francés, que prengué Damasc al juliol del 1920 en la batalla de Maysalun. El general Gouraud proclamà l'estat del Gran Líban l'1 de setembre del 1920.(1)
El 1942, les forces aliades "tallaren en la cara del penya-segat una inscripció que commemorava l'alliberament de Síria i el Líban" del Govern de Vichy.

### Inscripció libanesa
El 1946, es va erigir un monument per celebració de la independència del Líban de l'estat francés, aconseguida al 1943.(1)
El 2000, els manifestants libanesos, inclosos els partidaris de l'exgeneral i actual polític Émile Lahoud, van erigir un monument per a marcar l'eixida de les tropes sionistes del Líban.

## Memòria del Món de la UNESCO
El 2005, les esteles s'acceptaren en la iniciativa Memòria del Món de la UNESCO. La proposta deia que les esteles "resumeixen tota la història del Líban, des de l'Alta Antiguitat fins al present, evocant clarament els successius avanços dels exèrcits faraònic, assiriobabilònic, grec, romà, àrab, francés i britànic que van desafiar els obstacles que envolten aquest pas difícil i molt costerut, per a esculpir esteles commemoratives en les roques".(3)

## Galeria

Egípcies, assíries i babilòniques
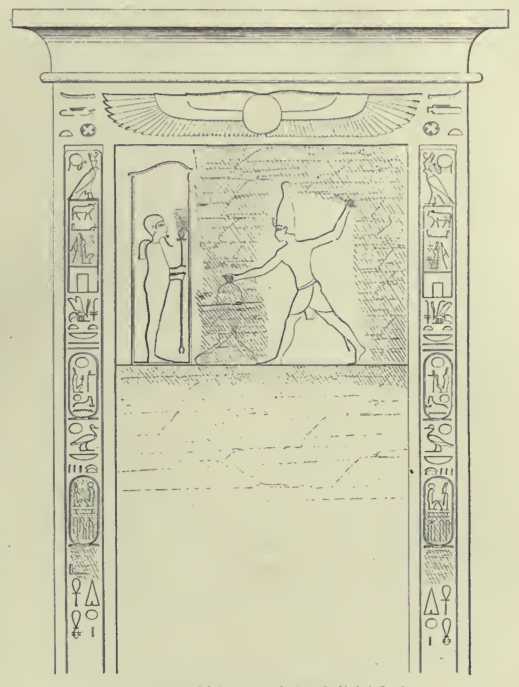
Egipte del Nord (1845)
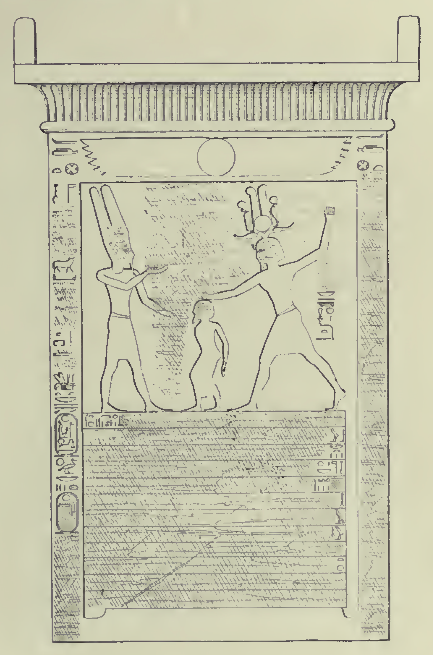
Egipte del Sud (1845)
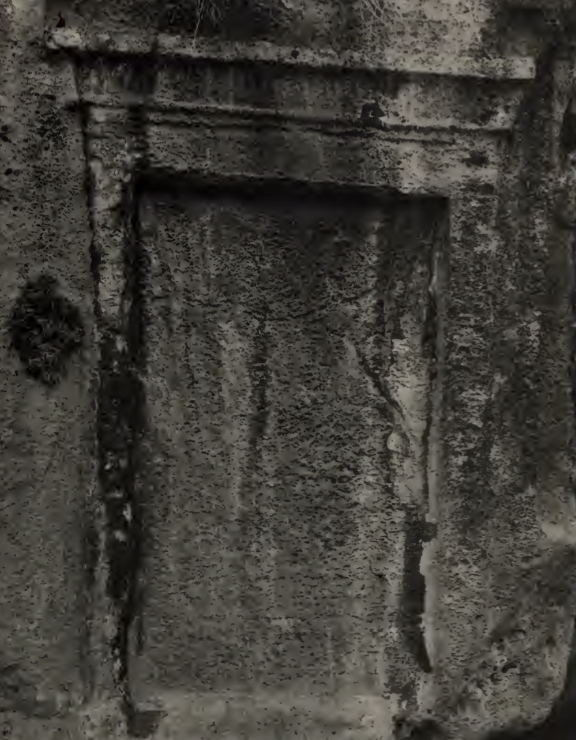
Egipte del Sud (1922)
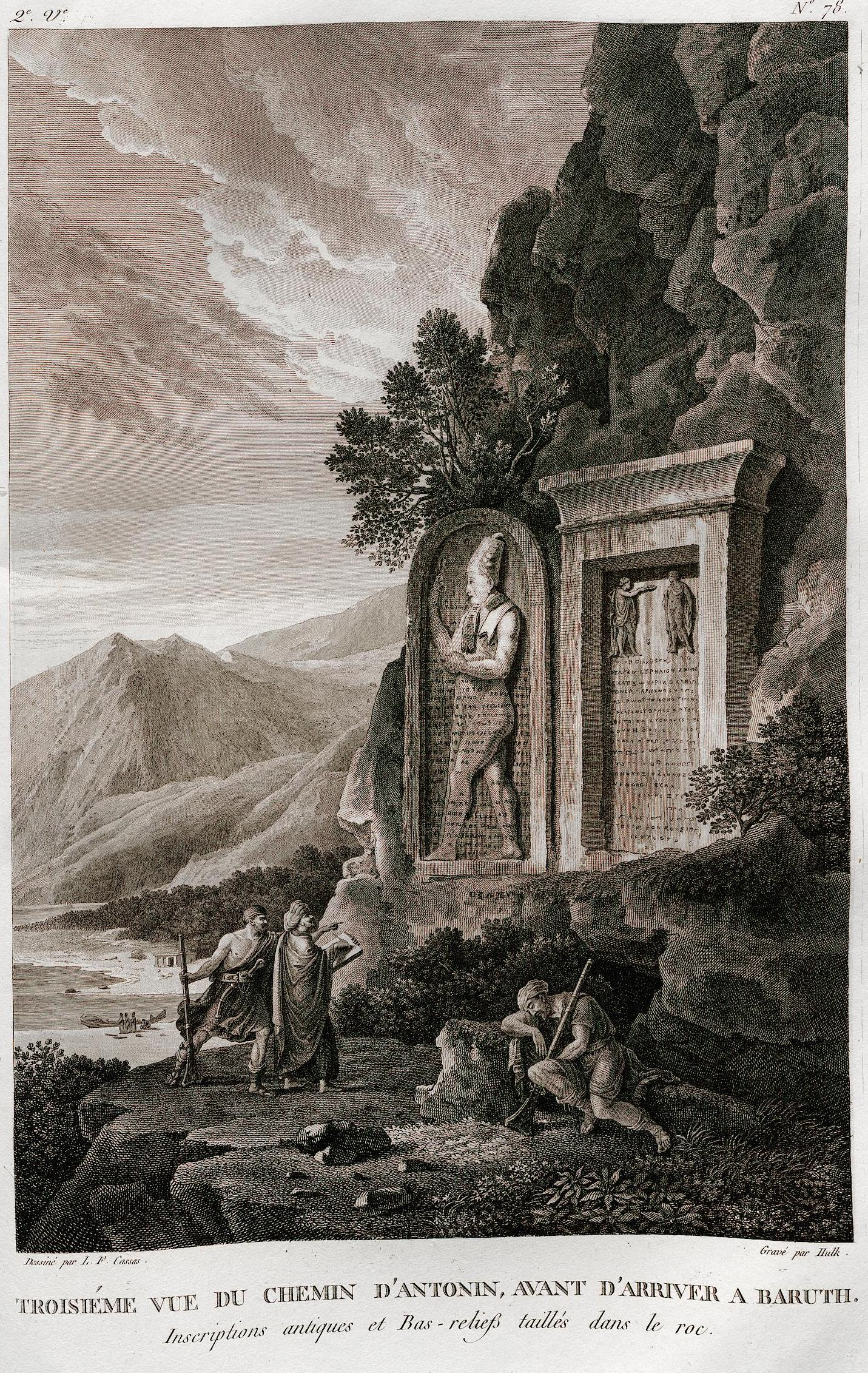
Egipte Mitjà i Assiri IV (anys 1780)
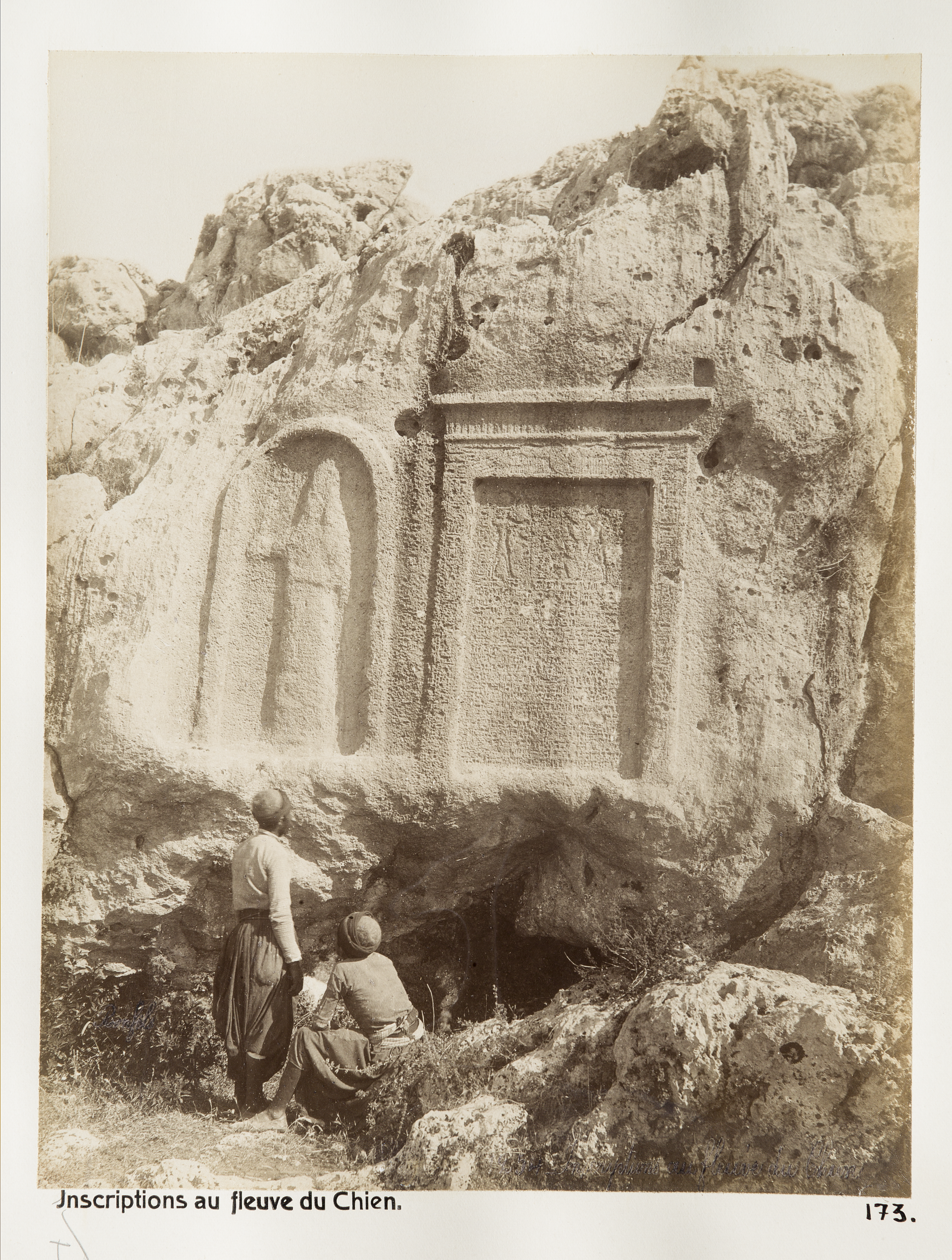
Egipte Mitjà i Assiri IV (c.1880)
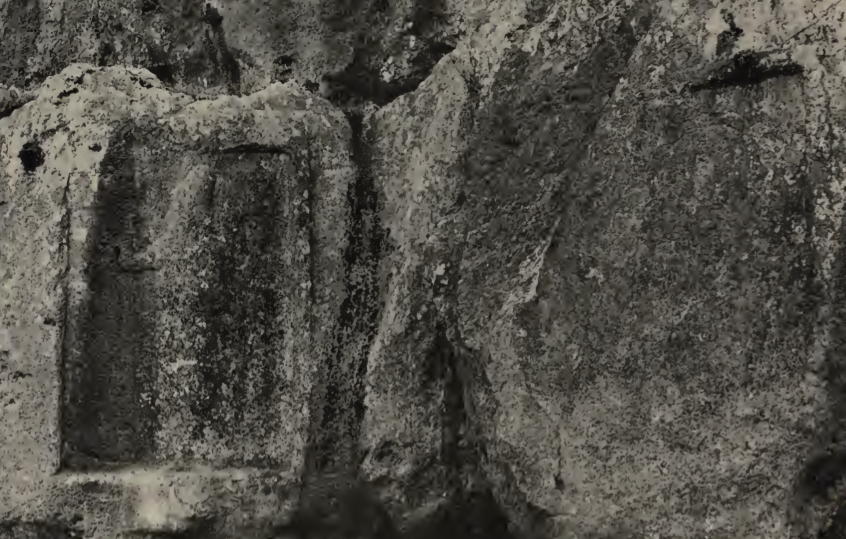
Assiri I i II (1922)
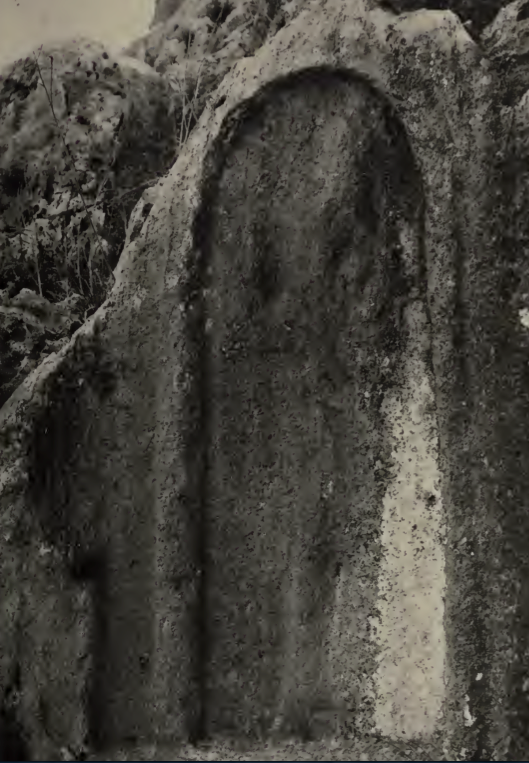
Assiri III (1922)
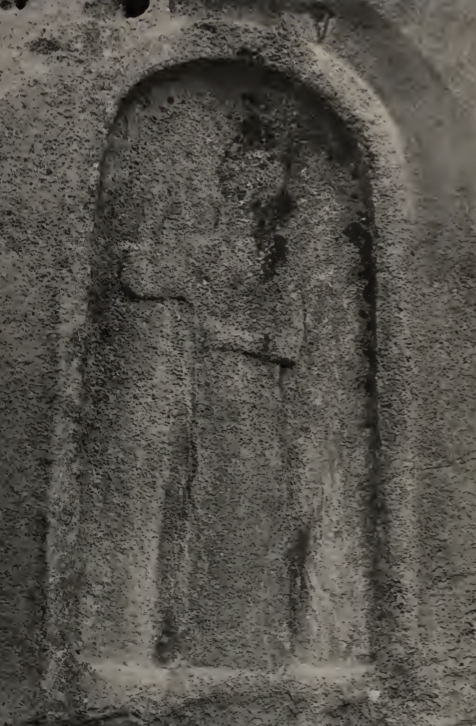
Assiri IV (1922)
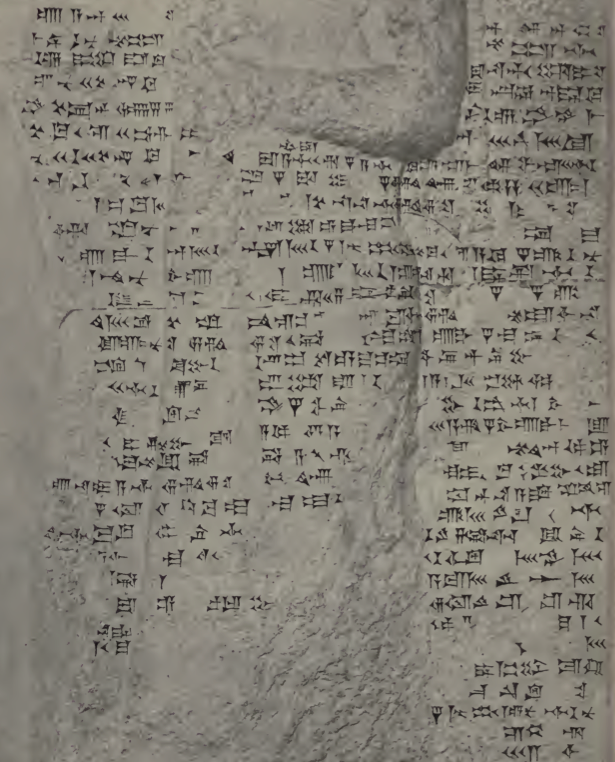
Assiri VI (1922)
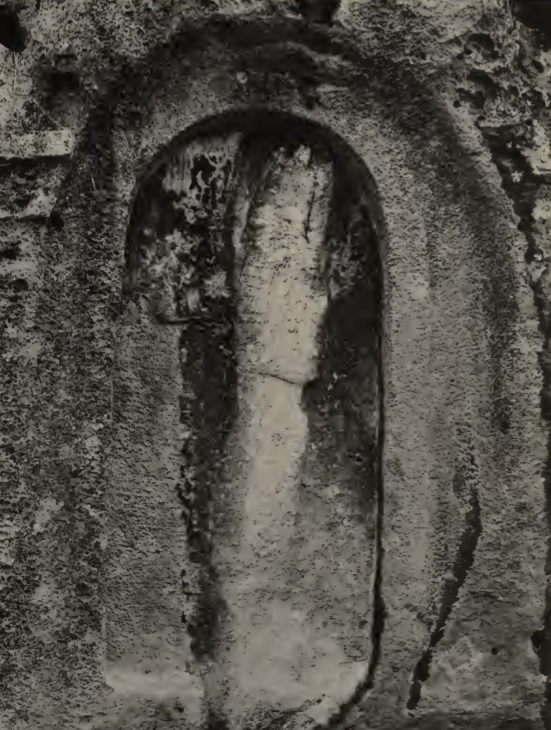
Assiri VI (1922)
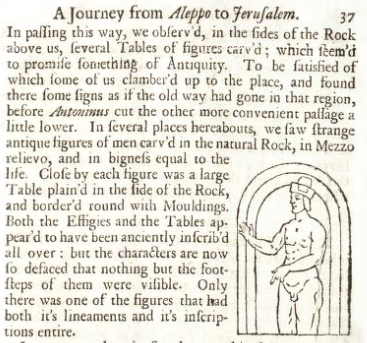
Descripció de Maundrell de les esteles assíries (1697)

Romanes i islàmiques
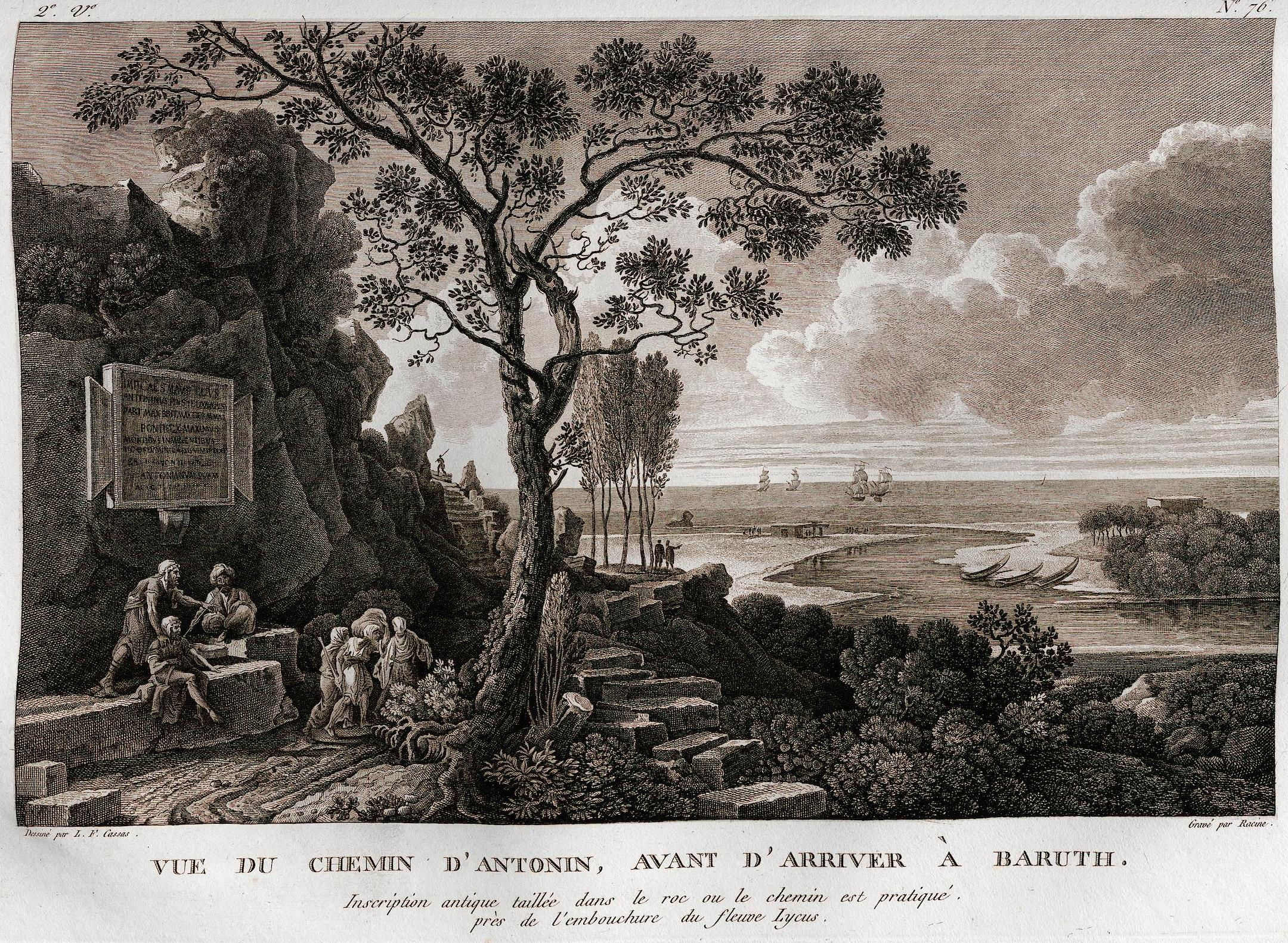
Romans (1780)
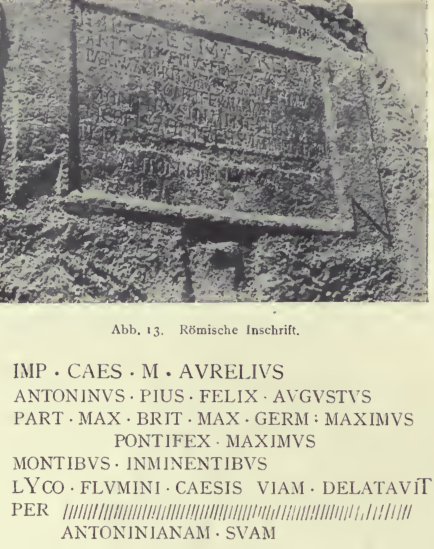
Romans (1922)
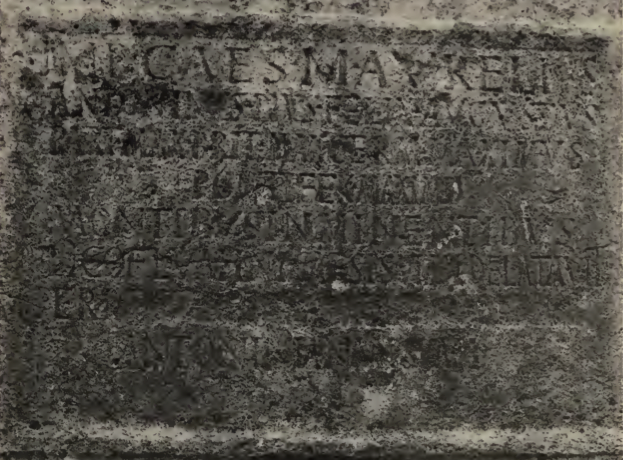
Romans (1922)
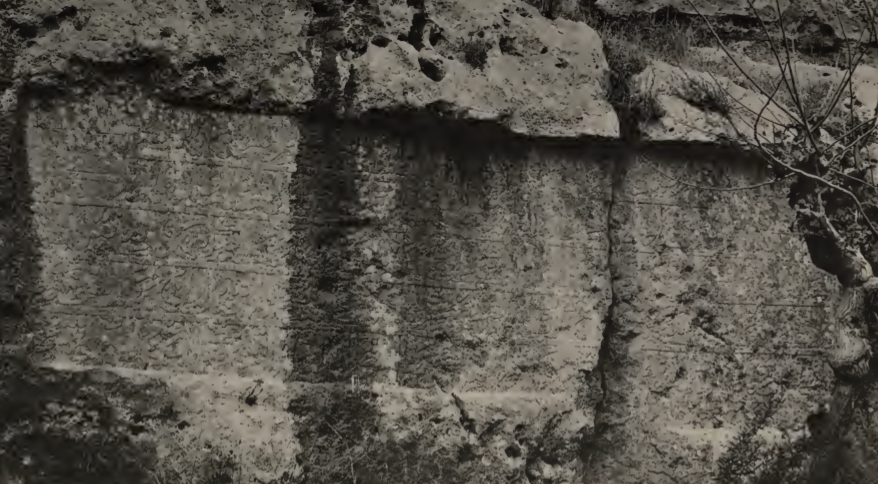
Barkuk (1922)

Colonials i libaneses
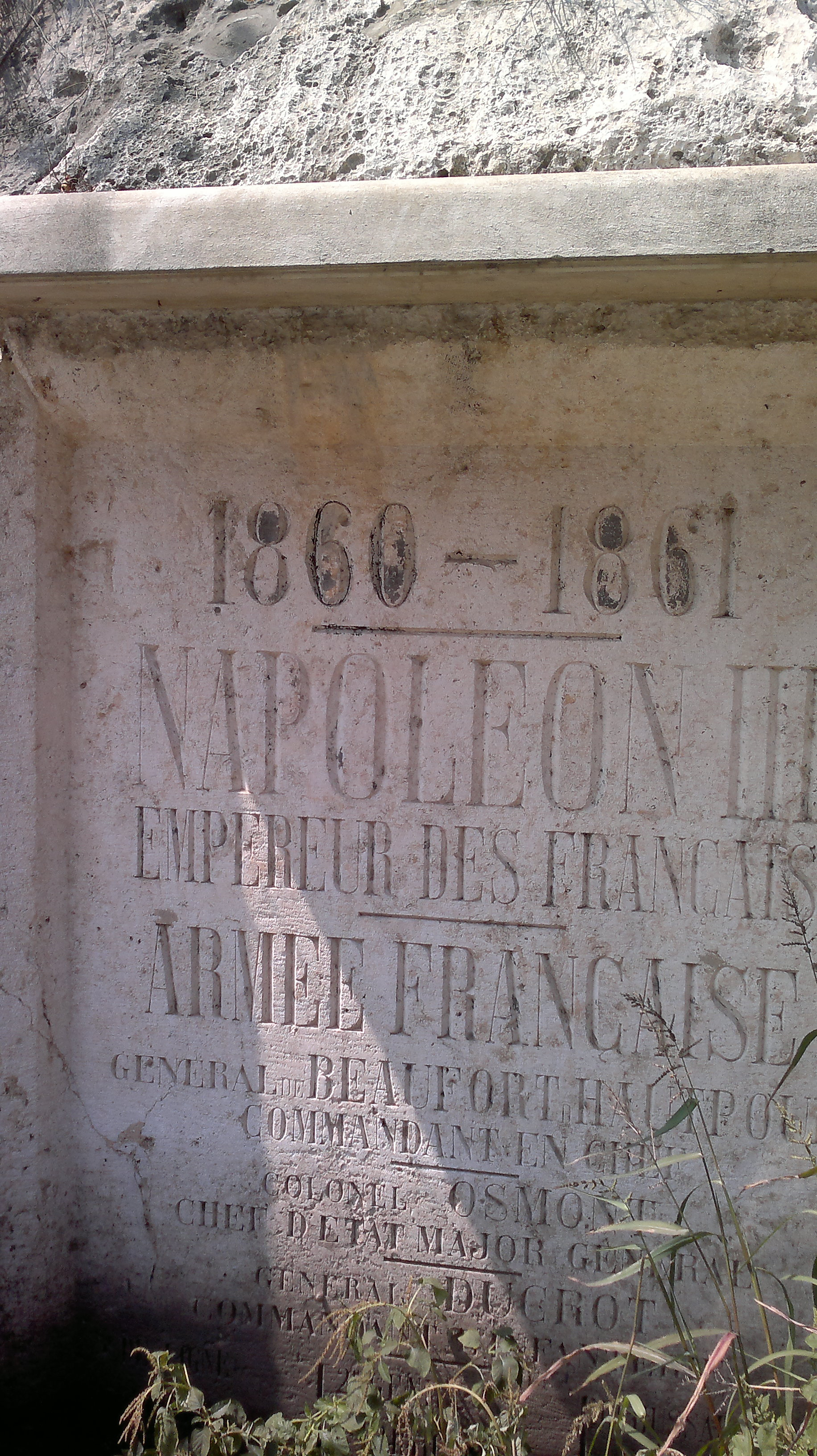
Napoleó III
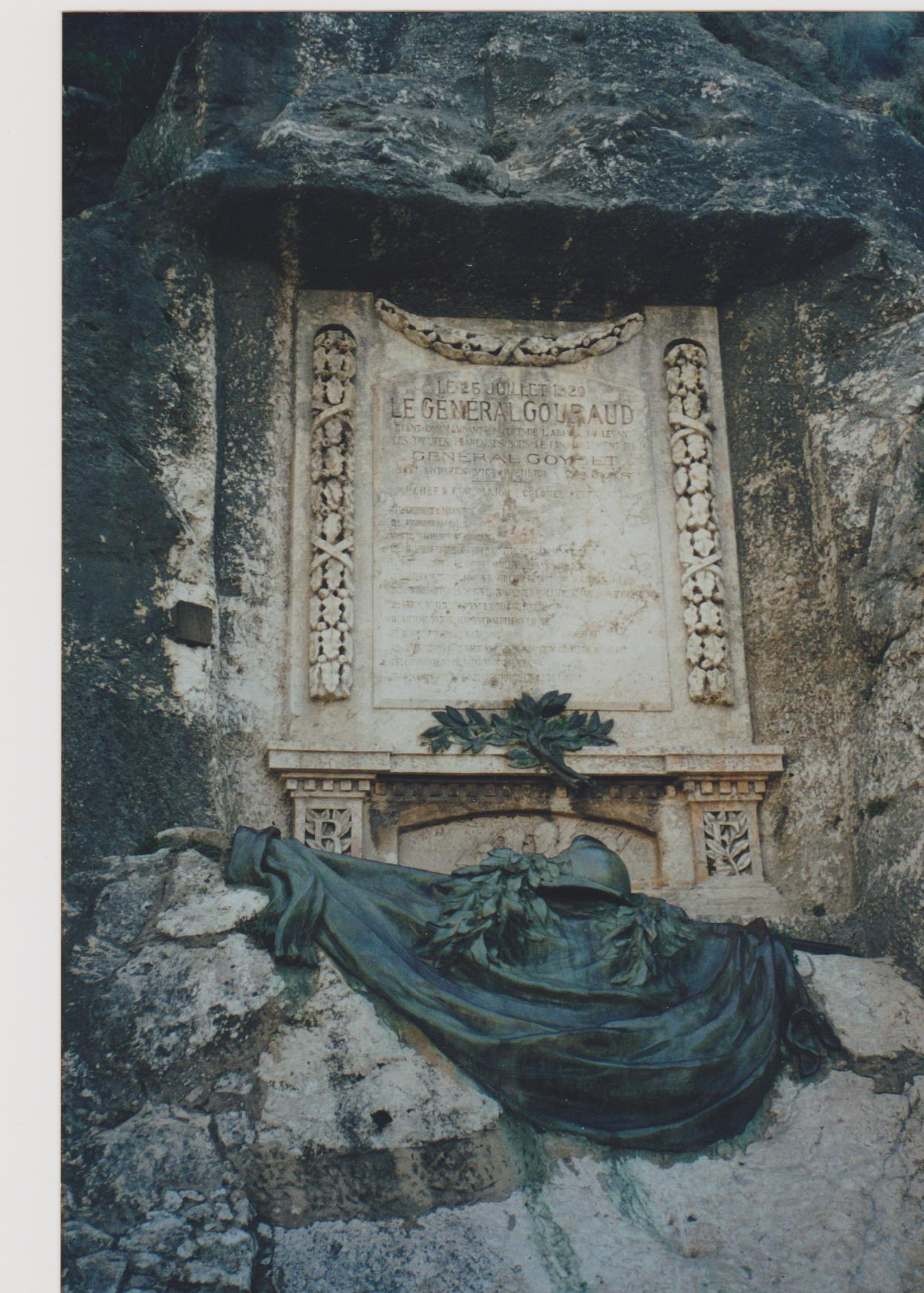
General Gouraud
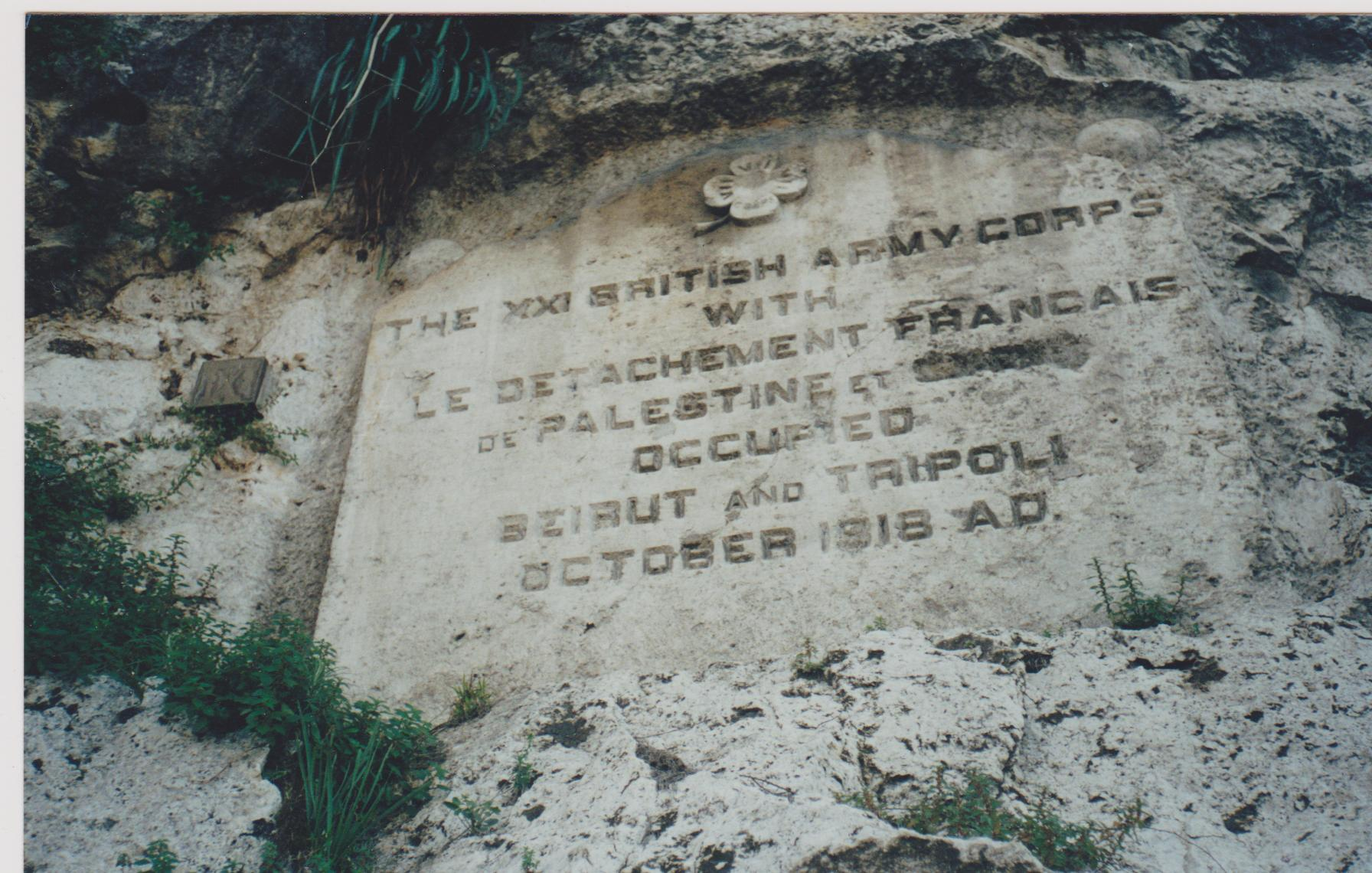
Tropes britàniques capturen Beirut i Trípoli (1918)
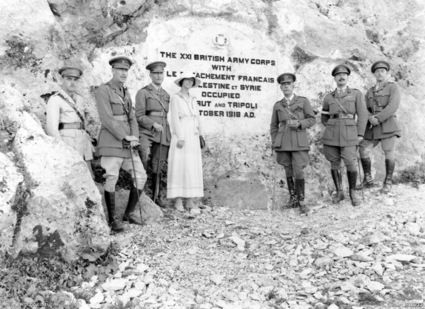
Harry Chauvel (1918)
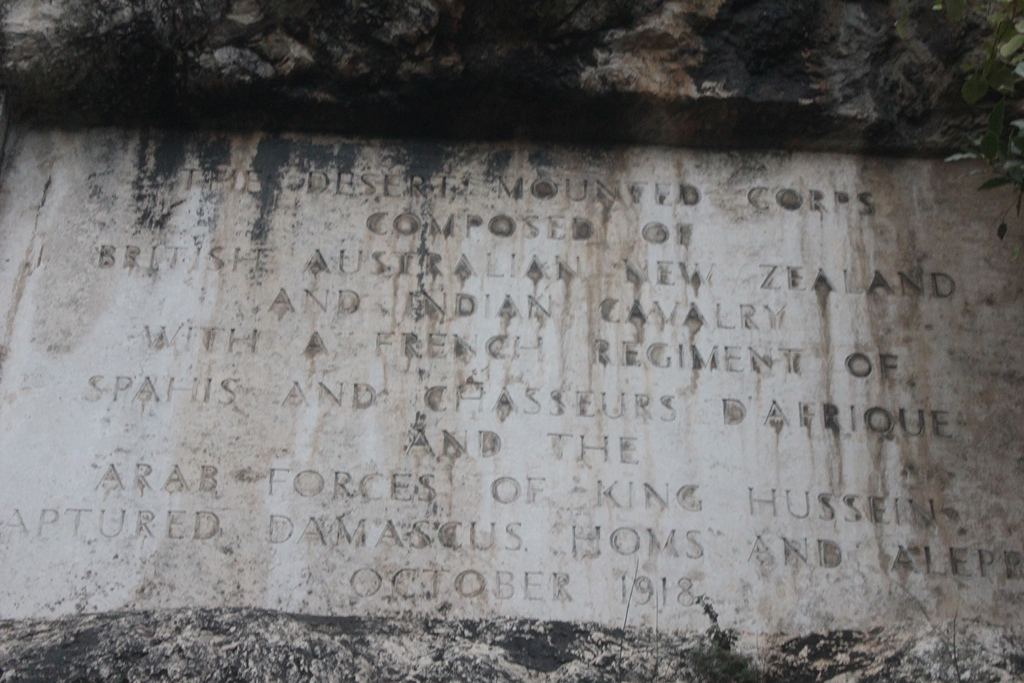
Captura de Damasc, Homs i Alep (1918)
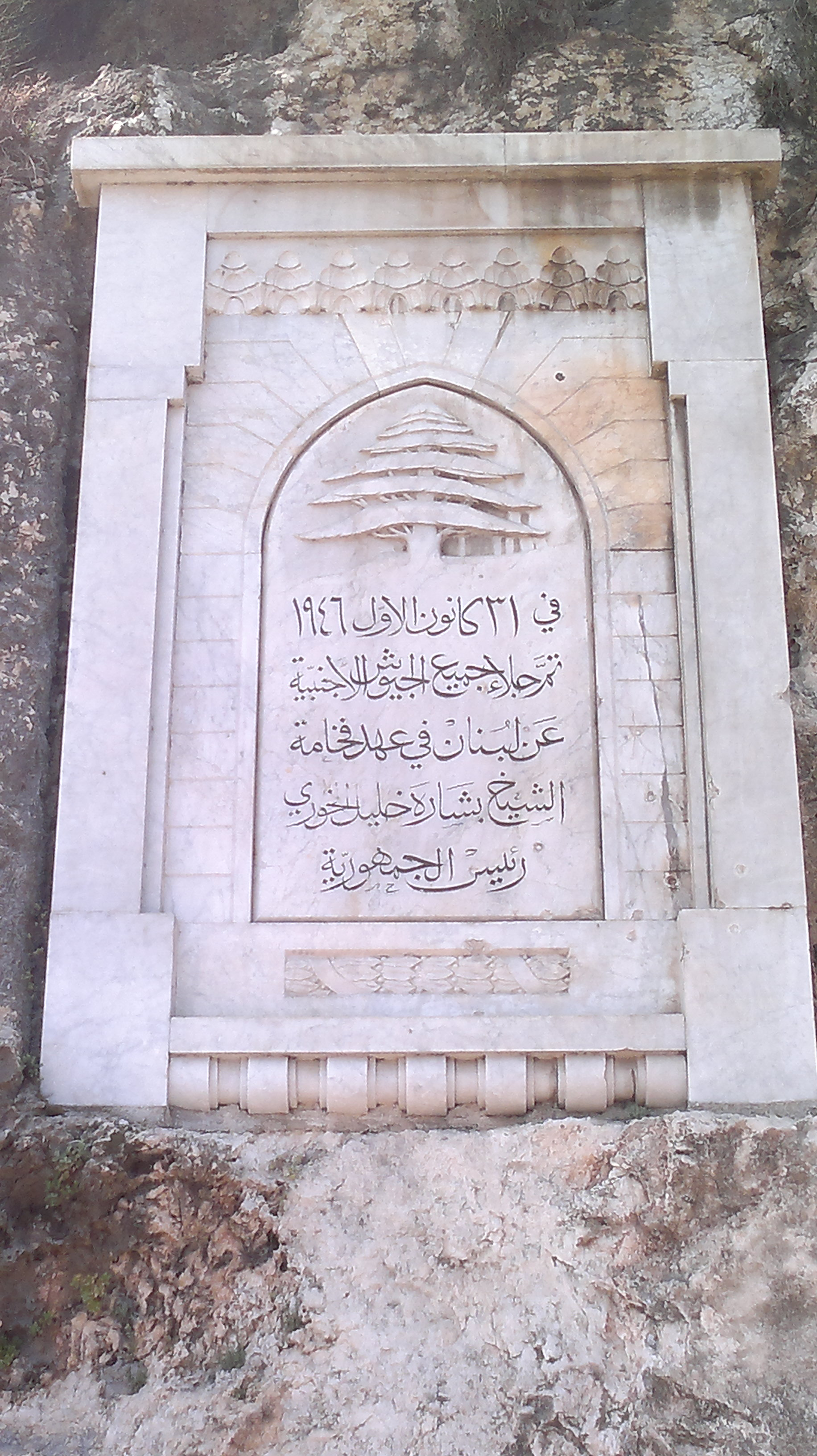
Bishar Khalil al-Khoury, independèn-cia libanesa (1946)
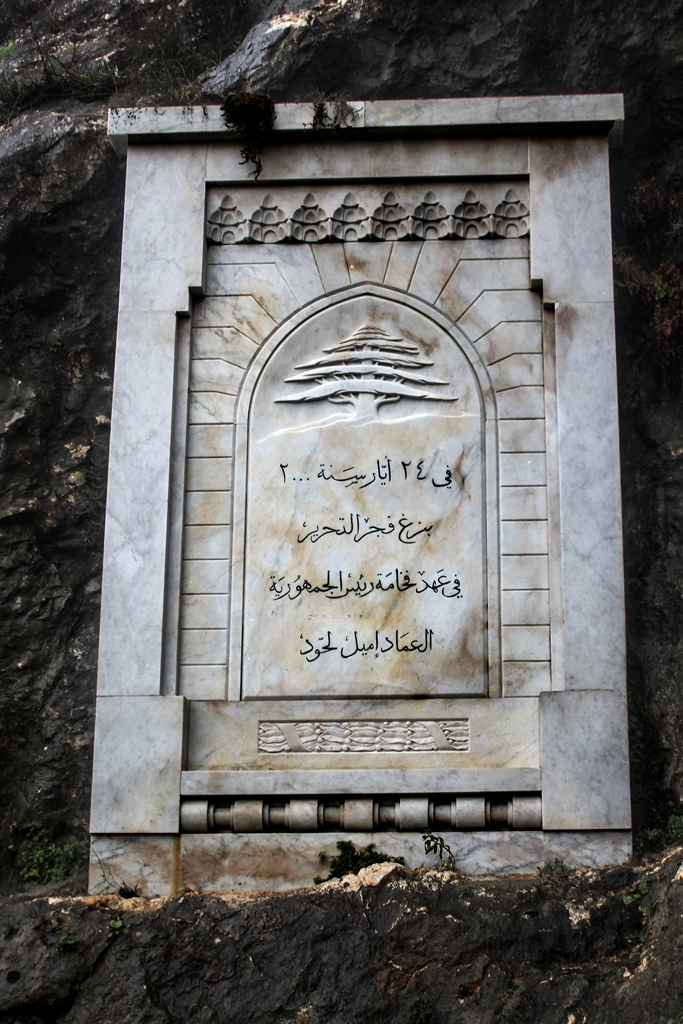
Eixida de les tropes sionistes del Líban (2000)